# Karłosuseł okrągłoogonowy
Karłosuseł okrągłoogonowy (Xerospermophilus tereticaudus) – gatunek gryzonia z rodziny wiewiórkowatych. Zamieszkuje pustynne i stepowe tereny w południowo-wschodniej Kalifornii, południowej Nevadzie, zachodniej Arizonie oraz północno–wschodnie rejony Kalifornii Dolnej i Sonory w Meksyku.

## Systematyka
Na podstawie badań filogenetycznych (2009) z rodzaju Spermophilus wydzielono nowy rodzaj karłosuseł (Xerospermophilus), który obejmuje także X. tereticaudus (uprzednio Spermophilus tereticaudus). W skład gatunku wchodzą cztery podgatunki:
- X. t. tereticaudus
- X. t. apricus
- X. t. chlorus
- X. t. neglectus